# Peet Geel
Peter (Peet) Geel (Schiedam, 24 november 1929 – Roosendaal, 23 november 2017) was een Nederlands voetballer die onder contract stond bij SVV, BVC Amsterdam, Sparta, Xerxes en Hermes DVS.
De linksbuiten uit Schiedam speelde één interland, op 1 mei 1955 uit tegen Ierland (1-0 verlies). Ook kwam hij in die periode tweemaal uit voor het Nederlands B-elftal.

## Loopbaan
Peet Geel voetbalde in de jeugd bij twee verenigingen in Schiedam. In de senioren stapte hij over naar VDL in Maassluis. Daar pikte SVV hem in 1952 op. Bij de Schiedamse club maakte hij de overgang naar het betaald voetbal in 1954 mee.
Na een jaar bij de nieuwe profclub BVC Amsterdam lijfde Sparta hem in.
Bij de start op 2 september 1956 van de pas opgerichte Eredivisie was hij direct succesvol voor zijn nieuwe club. Dankzij twee treffers van Geel won Sparta de ouverture met 2-3 bij DOS.
Peet Geel liep op 1 september 1957, thuis tegen Feyenoord (4-2 winst), een zware knieblessure op na een confrontatie met doelman Bram Panman. Deze blessure bleef hem in zijn verdere carrière parten spelen.
Hij kwam na drie seizoenen bij Sparta nog een jaar uit voor Xerxes dat degradeerde uit de Tweede divisie. Xerxes moest terug naar de amateurs en Peet Geel beëindigde zijn loopbaan. Toch wist Hermes DVS hem een jaar later over te halen zijn voetbalschoenen weer aan te trekken.
In 1962 stopte de Schiedamse aanvaller definitief en hij werd trainer bij SCR. Daarna had hij Poortugaal onder zijn hoede.
Geel overleed één dag voor zijn 88e verjaardag.

## Statistieken

### Clubverband
| Seizoen | Club          | Land      | Competitie                   | Wed. | Goals |
| ------- | ------------- | --------- | ---------------------------- | ---- | ----- |
| 1952/53 | SVV           | Nederland | Eerste klasse C              | 13   | 4     |
| 1953/54 | SVV           | Nederland | Eerste klasse C              | 25   | 12    |
| 1954/55 | SVV           | Nederland | Eerste klasse D (afgebroken) | 7    | 4     |
| 1954/55 | SVV           | Nederland | Eerste klasse B              | 26   | 13    |
| 1955/56 | BVC Amsterdam | Nederland | Hoofdklasse A                | 32   | 19    |
| 1956/57 | Sparta        | Nederland | Eredivisie                   | 30   | 13    |
| 1957/58 | Sparta        | Nederland | Eredivisie                   | 11   | 2     |
| 1958/59 | Sparta        | Nederland | Eredivisie                   | 9    | 3     |
| 1959/60 | Xerxes        | Nederland | Tweede divisie A             | ?    | 9     |
| 1961/62 | Hermes DVS    | Nederland | Eerste divisie               | ?    | 6     |
| Totaal  | Totaal        | Totaal    | Totaal                       | ?    | 85    |

### Nederlands elftal
| Interlands van Peet Geel | Interlands van Peet Geel | Interlands van Peet Geel | Interlands van Peet Geel | Interlands van Peet Geel | Interlands van Peet Geel |
| No.                      | Datum                    | Wedstrijd                | Uitslag                  | Wedstrijdverband         | Goals                    |
| ------------------------ | ------------------------ | ------------------------ | ------------------------ | ------------------------ | ------------------------ |
| 1.                       | 1 mei 1955               | Ierland - Nederland      | 1-0                      | Vriendschappelijk        | 0                        |